# لخ کاچینسکی
لخ آلکساندر کاچینسکی (به لهستانی: Lech Aleksander Kaczyński) (زاده ۱۸ ژوئن ۱۹۴۹ در ورشو – درگذشته ۱۰ آوریل ۲۰۱۰ در استان اسمولنسک) سیاست‌مدار لهستانی و رئیس‌جمهور این کشور از دسامبر سال ۲۰۰۵ تا ۱۰ آوریل ۲۰۱۰ بود.

## زندگی

### تحصیلات
او دانش‌آموخته مدیریت و حقوق بود و در دهه ۱۹۸۰ موفق به گرفتن دکترا از دانشگاه گدانسک شد.

### سیاست
او در سال ۲۰۰۱ به همراه برادر دوقلویش یاروسلاو کاچینسکی، حزب قانون و عدالت را بنیان‌نهاد و از آغاز تا سال ۲۰۰۳ رئیس این حزب بود. او همچنین از سال ۲۰۰۲ تا ۲۰۰۵ با رای بالایی شهردار ورشو شد. او در اکتبر ۲۰۰۵ به ریاست جمهوری لهستان رسید.

### مرگ
او در سانحه سقوط هواپیمای توپولف-۱۵۴ در غرب روسیه به همراه همسرش در ۱۰ آوریل ۲۰۱۰ کشته شد.